# 线谱对
线谱对（LSP）或线谱频率（LSF）用于表示在信道上传输的线性预测系数（LPC）。LSP具有一些特性，如对量化噪声的敏感度较小，优于LPC的直接量化。因此，LSP在语音编码中非常有用。
LSP表示法是日本电信电话的板倉文忠于1975年发明的。1975年到1981年，他研究了基于LSP的语音分析与合成问题。1980年，他的团队开发出了基于LSP的语音合成芯片。LSP是语音合成和编码的一项重要技术，20世纪90年代的几乎所有国际语音编码标准都将其作为重要组成，为提高全球移动信道和互联网上的数字语音通信水平做出了很大贡献。1985年，Bishnu S. Atal、Manfred R. Schroeder基于LSP开发了CELP算法。

## 数学原理
线谱多项式{\displaystyle A(z)=1-\sum _{k=1}^{p}a_{k}z^{-k}}可写作{\displaystyle A(z)=0.5[P(z)+Q(z)]}，其中：
- {\displaystyle P(z)=A(z)+z^{-(p+1)}A(z^{-1})}
- {\displaystyle Q(z)=A(z)-z^{-(p+1)}A(z^{-1})}

根据构造，P是回文多项式，Q是反回文多项式；物理上，P(z)对应声门关闭时的声道，Q(z)则对应声门打开时的声道。可证明：
- P、Q零点位于复平面中的单位圆。
- 绕圆运动时，P与Q的根交替出现。
- 由于P、Q系数都是实数，因此根以共轭对的形式出现。

LP多项式的线谱对表示简单地包含了P、Q根的位置（即使{\displaystyle z=e^{i\omega },P(z)=0}的{\displaystyle \omega }）。由于根成对出现，因此只需传输一半的根（一般{\displaystyle \in (0,\ \pi )}）。因此，P与Q的系数总数等于原LP系数数p（不计{\displaystyle a_{0}=1}）。
确定系数的常用算法是在单位圆上间隔较近的点串上求多项式值，观察结果何时变号；变号时，根必定位于测试点之间。由于P与Q的根穿插在一起，因此只要一次就能找到两个多项式的根。

## LSP分析
要转回LPC，就要计算{\displaystyle P(z),\ Q(z)}的根。下面只考虑线性预测多项式{\displaystyle A(z)}阶数为偶数{\displaystyle N}的情形，这时LSP多项式的{\displaystyle P(z),\ Q(z)}为{\displaystyle N+1}多项式。
LSP多项式的{\displaystyle P(z),\ Q(z)}可分别被{\displaystyle (1+z^{-1})}、{\displaystyle (1-z^{-1})}整除，剩余多项式用{\displaystyle (z+z^{-1})/2}除，在单位圆上可表为{\displaystyle (z+z^{-1})/2=\cos \omega }。即，{\displaystyle P(z),\ Q(z)}可进行如下因式分解：
{\displaystyle P(z)=\left(1+z^{-1}\right)\prod _{i=1,3,...,N-1}\left(1-2\cos \omega _{i}z^{-1}+z^{-2}\right)}
{\displaystyle Q(z)=\left(1-z^{-1}\right)\prod _{i=2,4,...,N}\left(1-2\cos \omega _{i}z^{-1}+z^{-2}\right)}
求出该式的根，便能计算线谱对{\displaystyle \omega _{i}}。更具体地，如下
：
(1) 由线性预测系数{\displaystyle a_{i}}计算{\displaystyle P(z),\ Q(z)}各系数
由{\displaystyle P(z),\ Q(z)}的定义，用下式计算。多项式系数{\displaystyle p_{i},q_{i}}，
{\displaystyle p_{0}=p_{N+1}=1\,}
{\displaystyle p_{i}=p_{N-i+1}=a_{i}+a_{N-i+1}\,}
{\displaystyle q_{0}=-q_{N+1}=1\,}
{\displaystyle q_{i}=-q_{N-i+1}=a_{i}-a_{N-i+1}\,}
(2) {\displaystyle P(z),\ Q(z)}分别除以{\displaystyle (1+z^{-1})}、{\displaystyle (1-z^{-1})}
相当于从单位圆上的根上除去实根。
此多项式除法可通过系数加减来计算。将商式系数记作{\displaystyle p',q'}，
{\displaystyle p'_{0}=1\,}
{\displaystyle p'_{i}=p_{i}-p'_{i-1}\,}
{\displaystyle q'_{0}=1\,}
{\displaystyle q'_{i}=q_{i}+q'_{i-1}\,}
(3) 商式{\displaystyle P'(z),\ Q'(z)}用{\displaystyle x=(z+z^{-1})/2}置换变量
相当于剩余复共轭根在实轴上的投影。置换后的式子可用切比雪夫多项式表示。
{\displaystyle P'(z),\ Q'(z)}是关于{\displaystyle x}的{\displaystyle N/2}次多项式，系数可从{\displaystyle p',\ q'}机械计算。
(4) 用牛顿-拉弗森法解{\displaystyle x}的两个方程
在区间{\displaystyle (-1,\ 1)}内，根{\displaystyle x_{i}}交替存在，则可交替求解两个方程。
(5) 由求得的根计算线谱{\displaystyle \omega _{i}}
由求得的N个根{\displaystyle x_{i}}求下式中的{\displaystyle \omega _{i}}：
{\displaystyle \omega _{i}=\arccos(x_{i})\,}
将线谱对变换为线性预测系数时更简单，与上述相反，从线谱对{\displaystyle \omega _{i}}求{\displaystyle P(z),\ Q(z)}各系数即可：
{\displaystyle A(z)={\frac {1}{2}}\left(P(z)+Q(z)\right)}
{\displaystyle P(z),\ Q(z)}各系数为{\displaystyle (1-2\cos \omega _{i}z^{-1}+z^{-2})}形式的二次多项式的积，进而可作为乘以{\displaystyle (1\pm z^{-1})}的式子的系数，可以机械计算。
{\displaystyle P(z),\ Q(z)}的系数有对称性，因此能从{\displaystyle N/2}次系数通过以下公式变换为线性预测系数：
{\displaystyle {\begin{array}{lcl}a_{i}&=&{\frac {1}{2}}\left(p_{i}+q_{i}\right)\\a_{N-i+1}&=&{\frac {1}{2}}\left(p_{i}-q_{i}\right)\end{array}}}

## 性质
线谱对有几个有趣而有用的性质。P(z)、Q(z)的根交错排列时，只有根单调递减，滤波器的稳定性才有保证。另外，两个根越近，滤波器在相应频率上的谐振就越大。由于LSP对量化噪声不过分敏感，因此被广泛用于量化LPC滤波器。线谱频率可以内插。

## 资料
- Speex manual （页面存档备份，存于） and source code (lsp.c)
- "The Computation of Line Spectral Frequencies Using Chebyshev Polynomials" （页面存档备份，存于）/ P. Kabal and R. P. Ramachandran. IEEE Trans. Acoustics, Speech, Signal Processing, vol. 34, no. 6, pp. 1419–1426, Dec. 1986.

Includes an overview in relation to LPC.
- "Line Spectral Pairs" chapter （页面存档备份，存于）  as an online excerpt (pdf) / "Digital Signal Processing - A Computer Science Perspective" (ISBN 0-471-29546-9) Jonathan Stein.